# Dilnaz Ahmadieva
Dilnaz Ahmadieva Muratovna (20 de noviembre de 1980) es una cantante y actriz kazaja de origen uigur, cuyo estilo es el KZpop. Nacida en Almaty, es una de las cantantes más conocidas y respetadas de Kazajistán. Tiene hasta el momento varios discos en el mercado, que han sido muy exitosos en su país. También es conocida en otros países como en Rusia.

## Biografía

### Inicios
Dilnaz Ahmadieva empezó a entrar en contacto con el mundo de la música en 1984 cuando protagonizó el papel principal de una película fantástica infantil llamada "Волшебное яблоко" (La Manzana Mágica). Dos años después se hizo famosa por interpretar la canción "Аист на крыше" (Una Cigüeña en el Tejado) en el escenario de la Academia Uigur del Teatro y de las Artes Escénicas. En 1993 estuvo actuando en el más grande y prestigioso auditorio de Almaty, el Palacio Nacional, antiguo palacio de Lenin. 1996 fue un año decisivo para Dilnaz, ya que fue el año en el que empezó su carrera profesional como cantante.

### Estrellato
En 1998 Dilnaz se dio a conocer en el certamen musical Almaty1998, ganando el concurso y haciéndose un hueco en el incipiente Show business kazajo. No fue hasta el año 2001 cuando Dilnaz grabó su primer disco Mozhet Odnandzhy, íntegramente grabado en ruso, que fue un gran éxito tanto en Rusia como Kazajistán. Los trabajos que completan su discografía son Wapadarim, álbum íntegramente cantado en lengua uyghur, que fue menos exitoso que el anterior ya que solo estaba dirigido a un público más reducido. Este disco está caracterizado por una gran impronta de la música tradicional uyghur.
A finales del año 2005, apareció su tercer y el más exitoso, Zolotoj, un disco que contenía un total de diez canciones, de las cuales nueve estaban cantadas en ruso, y una en inglés. El álbum, fue publicado en una edición regular de CD + DVD. El DVD contenía el Videoclip promocional de Zolotoj y un video de su actuación en el festival de Jurmala en el 2002. Con este disco, Dilnaz vendió más de 250.000 copias, llegando a ser doble disco de platino.
Ese mismo año, realizó un papel en la exitosa película épica, "Nomad", una superproducción ruso-kazaja en la cual, la cantante realizó el papel de Hocha.
En el año 2006, la cantante publicó su cuarto álbum titulado "Serdce Moye", (mi corazón), cuyo single de presentación fue la canción que daba título al disco. Este disco, consta de once canciones, de las cuales nueve están cantadas en ruso, mientras que dos , están cantadas en kazajo. Al contrario que el álbum anterior, este fue solamente publicado con una sola edición de CD. Aquel álbum tuvo buenas ventas, aunque no llegó a repetir el éxito de su anterior trabajo, publicado dos años antes. Un año después Dilnaz publicó un DVD con todas sus actuaciones en directo.
En enero del 2010, después de mucho tiempo sin publicar nada nuevo, apareció su quinto disco, titulado "Ljublyu zadety", un disco que fue grabado en el estudio Metropolis de Londres y que fue publicado en Kazajistán, en una edición de CD. Este disco contiene diez canciones, todas ellas en ruso y dos bonus tracks, uno de los cuales es la versión en inglés de "Bossa Nova", el sencillo de presentación del disco, que estaba originalmente cantado en ruso. aquel álbum, fue masivamente promocionado por su discográfica.
Poco después, la cantante concedió una entrevista para Neweurasia, una plataforma de blogueros en la que Dilnaz habló de sus proyectos de cara al futuro. En esa entrevista, la vocalista hizo saber que estaba trabajando con artistas de la talla de Babyface
Después de cuatro años publicando solo sencillos. En el año 2014, la vocalista publicó es que sería su sexto disco titulado "Dumaj Obo mne", trabajo que fue grabado en los Estados Unidos.

### Como mujer de negocios
Dilnaz Ahmadieva se convirtió en directora general de Embassy of art, un centro de producción con base en Astaná, la capital kazaja, con la finalidad de ayudar a cantantes, actores, modelos, productores, y otras personas interesadas en las artes creativas.

## Discografía

### Álbumes de estudio
- 2001 Mozhet Odnandzhy
- 2002 Wapadarim
- 2005 Zolotoj
- 2006 Serdce Moye
- 2010 Lyublyu zadety
- 2014 Dumaj obo mne

### Sencillos
En ruso
- Mozhet Odnazhdy
- Mezhdu Nami Zima
- Bez Tebya (featuring Miya)
- Razluka (Versión en ruso del Adagio de Lara Fabian)
- Zolotoi
- Romeo & Juliet

En Uigur
- Bulbul Nawasi
- Ashiq Boldum

En kazajo
- Mama
- Kewil Sağınış
- Tuğan jer

En inglés
- Lonely
- Last Dance

## Filmografía
- 2006: Nomad (como Hocha)